# Hispano Aviación HA-500 Alacrán
El Hispano Aviación HA-500 Alacrán fue un proyecto de avión de ataque a tierra y apoyo aéreo cercano con capacidad STOL, que contaba con dos motores en la parte trasera del fuselaje, y que fue desarrollado por la compañía española Hispano Aviación durante los años 60, pero que finalmente no salió adelante.

## Desarrollo
El proyecto no pasó de las mesas de dibujo y quedó olvidado, como pasó con otros proyectos de la industria aeronáutica española. El Alacrán no respondía a ninguna especificación oficial, fue un proyecto nacido desde el seno de la Hispano Aviación en 1967 que se canceló finalmente, debido a la falta de medios económicos y a la llegada del F-5 Freedom Fighter al Ejército del Aire de España.
El avión fue ofrecido a Argentina en 1970, donde causó una grata impresión. Sin embargo, tampoco se dispuso del capital necesario. Algunos de sus cálculos servirían años más tarde en el diseño del C-101.

## Diseño
Se trataba de un monoplano ligero con doble mando, ala alta cantilever, con alerones de accionamiento hidráulico y compensadores eléctricos reforzados para mejorar su maniobrabilidad y con los motores situados sobre el fuselaje, anticipándose al diseño del A-10 estadounidense, y flaps ranurados hidráulicos para estabilizar el aparato. Según el proyecto, debía ir dotado de depósitos de combustible autosellantes a prueba de balas, con una capacidad interna total de 2000 litros de combustible.
Como planta motriz, se pensó en tres posibilidades:
- 2 turbofán Bristol Siddeley SB 358 de 907 kg de empuje.
- 2 turbofán Pratt & Whitney JT-15D-5 de 900 kg de empuje.
- 2 turbofán SNECMA M-49 LARZAC de 1025 kg de empuje.

Sus capacidades previstas le debían dar una velocidad máxima de 950 km/h (Mach 0,86) en configuración limpia y 670 km/h a plena carga, con un techo de 11 500 metros en limpio y 10 000 metros a plena carga.
Su autonomía prevista, con carga de combate, era de 2000 km a 25 000 pies de altitud y de 1000 km a baja cota con carga de armamento. Su autonomía sin cargas era de 3300 km y 4750 km en caso de utilizar tanques desechables.
Su armamento debía consistir en 2 cañones de 20 o 30 mm, o ametralladoras de 12,7 o 7,62 mm en pods que también servían de acomodo a las ruedas laterales de equilibrio del tren de aterrizaje central, bombas de napalm de 250 kg, lanzadores de cohetes tipo 54.37 para 108 cohetes INTA S9 o 108 cohetes SNEB de 37 mm, lanzacohetes 06.70 para 12 cohetes FFAR de 70 mm, incluso debía disponer de capacidad para la realización de misiones navales con torpedos antibuques y antisubmarinos. En total, el Alacrán debía disponer de 10 soportes de armas con una capacidad de transporte de hasta 250 kg por soporte y un total de más de 2000 kg.
Su carrera de despegue era de 420 metros sin cargas y 725 metros con carga máxima, su carrera de aterrizaje usando gancho y dispositivos de retención era de 75 metros. El tren de aterrizaje debía estar dotado de ruedas de baja presión que le darían capacidad de operar desde pistas de tierra sin preparar. Además, en caso de utilizar un remolcador para asistirle en el despegue, lo podía hacer con hasta 9000 kg de carga. 
El Alacrán debía estar blindado contra impactos de armas desde tierra de 7,62 y 12,7 mm, la cabina estaba dotada de una bañera blindada y cristal frontal blindado, y el resto protegido contra impactos para la protección de la tripulación. Su equipamiento de aviónica incluía aire acondicionado, suministro de oxígeno, instrumentación completa para vuelo IFR, radios UHF, VHF, VOR, ADF, TACAN e ILS, un marcador de ruta de puntos preprogramados, visor reflector y cámara de grabación.
Se consideró en el proyecto que la supervivencia del aparato era uno de los requisitos primordiales, por lo que la capacidad de volar toda la misión con un solo motor si la situación lo requería, era fundamental.
Adicionalmente disponía de capacidad modular, y se podían sustituir las cabinas de pilotaje por un módulo que podía albergar a un piloto y 6 plazas como aparato de enlace o carga ligera de 500 kg.

## Especificaciones

### Características generales
- Planta motriz: 2× turbofán Bristol Siddeley SB 358.

### Rendimiento
- Velocidad nunca excedida (Vne): 950 km/h (Mach 0,86)
- Velocidad máxima operativa (Vno): 670 km/h
- Techo de vuelo: 11 500 m

Nota: también podía haber sido equipado con motores Pratt and Whitney JT-15D-5 o SNECMA M-49 LARZAC.

### Secuencias de designación
- Secuencia HA-_ (interna de Hispano Aviación): ← HA-200 - HA-300 - HA-400 - HA-500